# Caldasius trochanteralis
Caldasius trochanteralis is een hooiwagen uit de familie Gonyleptidae. De wetenschappelijke naam van Caldasius trochanteralis gaat terug op Roewer.